# Brzi procjeđivač
Brzi procjeđivač ili brzi filtar vode je vrsta pješćanog procjeđivača ili pješćanog filtra koji se koristi za obradu vode, a najčešće za pročišćavanje pitke vode. Brzo procjeđivanje nastaje procjeđivanjem kroz cijeli filtarski sloj za razliku od sporog procjeđivanja koje koristi procjeđivanje kroz biološku opnu koju obrazuju mikroorganizmi na površini filtarskog sloja. Zato se ono naziva i dubinsko procjeđivanje. Postupak brzog procjeđivanja se odvija na brzim procjeđivačima koji se primjenjuju za pročišćavanje vode koja je prošla postupak taloženja i ima mutnoću najviše 8 °NTU. Rade pri relativno velikim brzinama procjeđivanja, obično 5 do 7 m/h (iznimno 15 m/h), ovisno o granulometrijskim osobinama filtarskog sloja i vrsti procjeđivača. Zbog velike brzine filtriranja, potrebna površina ovih procjeđivača je višestruko manja u odnosu na spore. Međutim, s druge strane, kod brzih je filtara prisutno znatno brže onečišćenje, a time i potreba njihovog češćeg ispiranja (u prosjeku 1 do 2 puta dnevno).
Posredstvom dovodnog žlijeba voda namijenjena procjeđivanju ravnomjerno se raspoređuje iznad filtarskog sloja i filtrirajući prolazi tim slojem. Filtarski je sloj položen na nosivu konstrukciju, najčešće montažne armiranobetonske ploče, u koje je ugrađen sistem mlaznica (sapnica), obično 64 mlaznice po m2. Kroz mlaznice se voda procjeđuje u donji dio bazena. Filtrirana voda se zatim sakuplja u sabirnom kanalu i odvodi glavnim kanalom (cjevovodom) prema spremniku čiste vode.

## Svojstva brzih procjeđivača
Preporučljive vrijednosti temeljnih čimbenika brzih procjeđivača jesu:
- efektivni promjer filtarskog materijala od 0,45 do 0,55 mm,
- koeficijent jednolikosti, Ku = 1,5 do 1,7,
- debljina filtarskog sloja, hf ≈ 0,7 do 0,8 m,
- dubina vode iznad filtarskog sloja, hv ≈ 0,7 do 1,0 m.

Kada dođe do onečišćenja filtra, odnosno maksimalno dopuštenog gubitka tlaka, pristupa se njegovom isključenju iz rada i ispiranju. Pranje se može provesti pomoću vode ili u kombinaciji vode i zraka. Drugi način pranja je češći. Pranje filtra pomoću vode i zraka zasniva se na naizmjeničnom dovođenju čiste vode i zajedno vode i zraka pod određenim tlakom u donji dio bazena, zbog čega nastaje uzlazno strujanje kroz sustav mlaznica (sapnica) i filtarski sloj. Radi što ravnomjernije raspodjele vode i zraka, sapnice imaju najznačajniju ulogu upravo kod
pranja filtra.
Mlaznica (sapnica) se izvode kao plastične (najčešće) i metalne, a sastoje se od drške i glave. Na dršci je navoj, radi ugradnje sapnice u armiranobetonsko dno, i otvor na gornjem dijelu, te prorez na donjem. Glava se izvodi sa sistemom proreza čije dimenzije (obično od 0,35 do 0,70 mm) moraju onemogućiti iznošenje filtarskog materijala za vijeme rada filtra. Kroz te se proreze procjeđuje voda u procesu rada procjeđivača, a upušta voda i zrak za vrijeme njegovog pranja.

### Ispiranje brzih procjeđivača
Ispiranje brzih procjeđivača obično traje 5 do 7 minuta. Najprije se pusti voda u trajanju 2 minute, zatim zajedno voda i zrak u trajanju od 2 do 3 minute, i na kraju, radi ispiranja, voda u trajanju od 1 do 2 min. Voda od pranja odvodi se sabirnim žlijebom i ispušta u kanalizaciju. Preljevni rub žlijeba mora biti smješten na takvoj visini iznad površine filtarskog sloja da se pijesak prilikom pranja ne može vodom za ispiranje iznijeti u žlijeb.
Radi neprekidnosti rada uređaja za pročišćavanje vode, uvijek se izvodi više filtarskih jedinica koje se peru odvojeno. Zrak za pranje osigurava se kompresorom, čiji učinak ovisi o broju sapnica na filtarskim jedinicama pri njihovom istovremenom pranju, dok je potreban tlak zraka oko 0,5 bar, mjereno od površine filtarskog sloja. Čista voda za pranje procjeđivača osigurava se u posebnoj vodospremi, odakle se pod tlakom od oko 0,5 bar (u odnosu na površinu filtarskog sloja) dovodi zasebnim cjevovodom do filtarskog bazena.

## Tlačni procjeđivač
Tlačni procjeđivač je vrsta brzog procjeđivača, a to je zatvoreni (čelični) cilindrični spremnik ispunjen kvarcnim pijeskom u koji se voda dovodi pod tlakom. Procjeđivanje nastaje zbog razlike tlaka na dovodu i odvodu vode.